# Aloe medishiana
Aloe medishiana ist eine Pflanzenart der Gattung der Aloen in der Unterfamilie der Affodillgewächse (Asphodeloideae). Das Artepitheton medishiana verweist auf das Vorkommen der Art bei Medishe in Somalia.

## Beschreibung

### Vegetative Merkmale
Aloe medishiana wächst stammbildend, ist einfach oder von der Basis aus verzweigt. Die aufrechten Stämme erreichen eine Länge von bis zu 200 Zentimeter und sind 3 bis 3,5 Zentimeter dick. Die etwa 24 schwertförmigen Laubblätter stehen auf den obersten 20 Zentimetern der Stämme gedrängt beieinander. Die graugrüne Blattspreite ist bis zu 30 Zentimeter lang und 5,5 Zentimeter breit. Die festen, weißen Zähne am schmalen, weißen, knorpeligen Blattrand sind etwa 1 Millimeter lang und stehen 5 bis 10 Millimeter voneinander entfernt.

### Blütenstände und Blüten
Der Blütenstand weist sechs bis acht Zweige auf und erreicht eine Länge von etwa 50 Zentimeter. Die ziemlich dichten, zylindrischen Trauben sind 8 bis 10 Zentimeter lang und 5 Zentimeter breit. Die eiförmig-spitzen, weißen Brakteen weisen eine Länge von 2 bis 3 Millimeter auf und sind 2 Millimeter breit. Die trüb scharlachroten Blüten stehen an 9 Millimeter langen Blütenstielen. Sie sind 19 Millimeter lang und an ihrer Basis kurz verschmälert. Auf Höhe des Fruchtknotens weisen die Blüten einen Durchmesser von 5 Millimeter auf. Darüber sind sie kaum verengt. Ihre äußeren Perigonblätter sind auf einer Länge von 5 bis 6 Millimetern nicht miteinander verwachsen. Die Staubblätter und der Griffel ragen 1 bis 3 Millimeter aus der Blüte heraus.

## Systematik und Verbreitung
Aloe medishiana ist in Somalia auf exponierten Felsenhängen in Höhen von 1460 bis 1525 Metern verbreitet.
Die Erstbeschreibung durch Gilbert Westacott Reynolds und Peter René Oscar Bally wurde 1958 veröffentlicht.

## Nachweise